# Enercon
Enercon GmbH, med hovedsæde i Aurich, Niedersachsen, Tyskland, er blandt verdens fem største vindmølleproducenter. Virksomheden har desuden været markedsledende i Tyskland siden midten af 1990'erne. Enercon har produktionsfaciliteter i Tyskland (Aurich, Emden og Magdeburg), Sverige, Brasilien, Indien, Canada, Tyrkiet og Portugal. I Juni 2010, udmeldte Enercon at de ville etablere et irsk hovedkvarter i Tralee.
Pr. juli 2011 havde Enercon installeret mere end 17.000 vindmøller, med en nominal effekt på over 24 GW. Den mest udbredte Enercon-mølle er E-40, som var pioner indenfor gearboks-frit design i 1993. Pr. juli 2011 havde Enercon en markedsandel på 7,2% i verden (femte størst) og 59,2% i Tyskland.

## Teknologier
En af Enercons nøgleteknologier er brug af gearløse direct drive mekanismer, benyttet i kombination med annular generatorer. Dette er i kontrast til de fleste andre vindmølleproducenter, der benytter gearkasser. Andre forskelle er deres anderledes drop-shaped naceller (designed af Lord Norman Foster) og tårnene som er malet grønne i bunden for at passe ind i omgivelserne.
I 2008, blev den første E-126 vindmølle installeret forskellige steder i Tyskland og Belgien. Til trods for at E-126 vindmøllen oprindeligt blev udviklet som 6 MW, så er den siden opgraderet til 7,5 MW. Vindmøllen E-82 blev også opgraderet og er tilgængelig som 2, 2,3, og 3 MW vindmøller.
Enercon tilbyder på nuværende tidspunkt ikke havvindmøller og forholder sig skeptisk her til.

## Galleri
- enercon E-112 prototype with two REpower 5M prototypes at Cuxhaven test field
- E-112 at Cuxhaven
- E-70 at Green Park Business Park
- E-66 at Swaffham's Ecotech centre, with observation deck below the nacelle
- Brown meets green: Enercon wind turbines at oil refinery
- E-32 on the North Sea coast
- Enercon E-48 in the Wind Farm near the Medieval village of Tocco da Casauria in Italy.
- Wind farm with 3 Enercon E-48 in Stella, Liguria, Italy
- Enercon E-112